# Comunitat de Bose
La Comunitat de Bose és una comunitat monàstica d'homes i de dones de confessions cristianes diferents que volen viure essent un "signe d'amor fraternal" amb una vida cèlibe i en comú amb els altres. És una comunitat que no pertany als ordes tradicionals però vol redescobrir la tradició monàstica d'occident i d'orient a través del treball en diferents tallers, l'acollida la pregària.

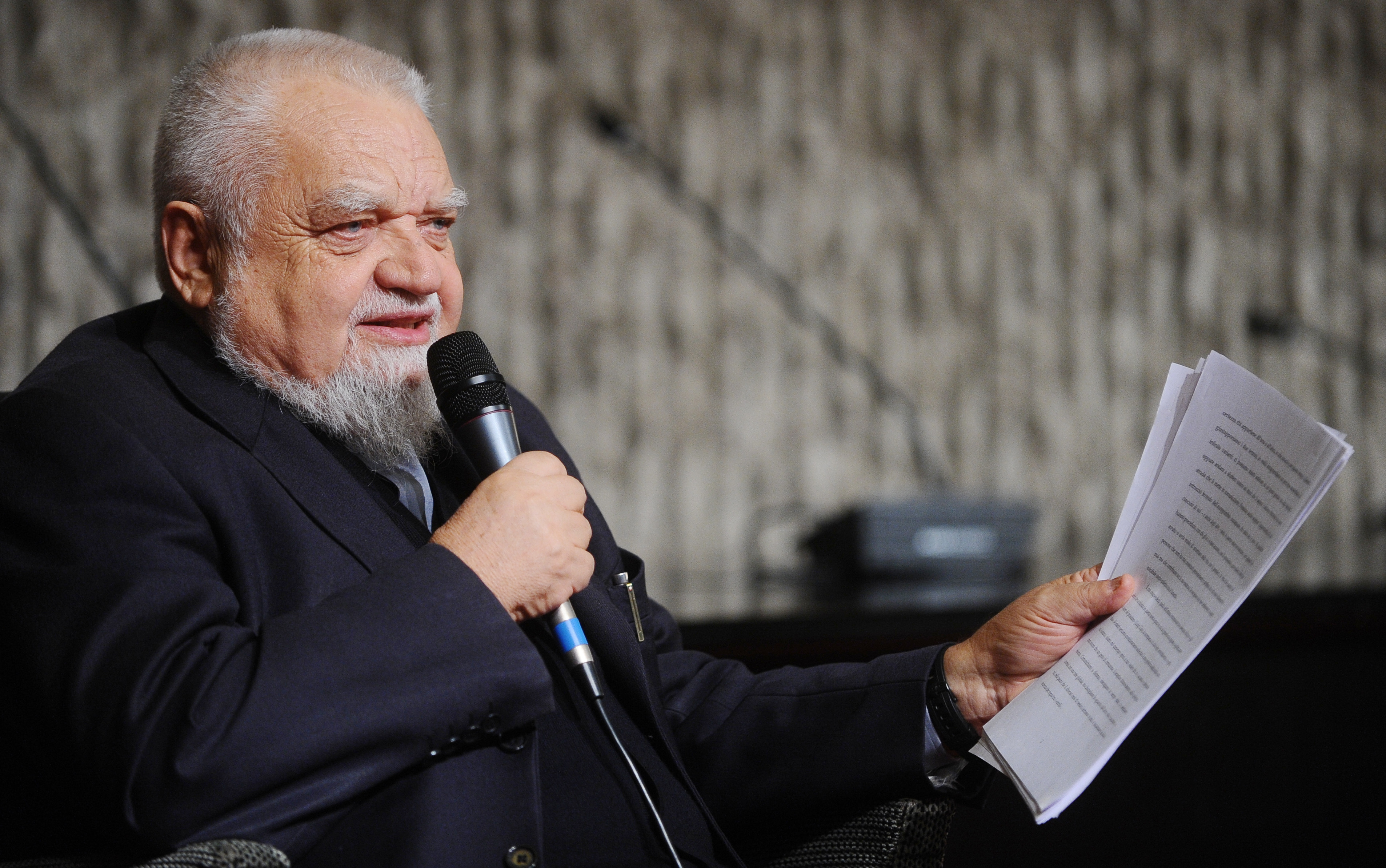
Enzo Bianchi

El dia de la clausura del Concili Vaticà II, el 8 de desembre de 1965, el jove Enzo Bianchi va decidir retirar-se a fer una vida austera en un mas de Magnano, sobre el turó que separa les ciutats d'Ivrea i Biella, a l'entrada de la Vall d'Aosta. Des d'allà visita diversos monestirs i comunitats. El bisbe de Biella s'hi oposà, però l'arquebisbe de Torí, Michele Pellegrino, n'aprovà la regla el 23 d'abril de 1973. El reconeixement oficial del bisbe de Biella va ser el 2000. Benet XVI ha convidat a Bianchi a participar en dos sínodes i el Papa Francesc el nomenà consultor del Consell pontifici per la promoció de la unitat dels cristians. A la dècada de 2010 la comunitat té uns 80 membres que viuen a Bose, Ostuni, Assís, San Gimignano i Civitella San Paolo, a prop de Roma.